# Brembo (rivier)

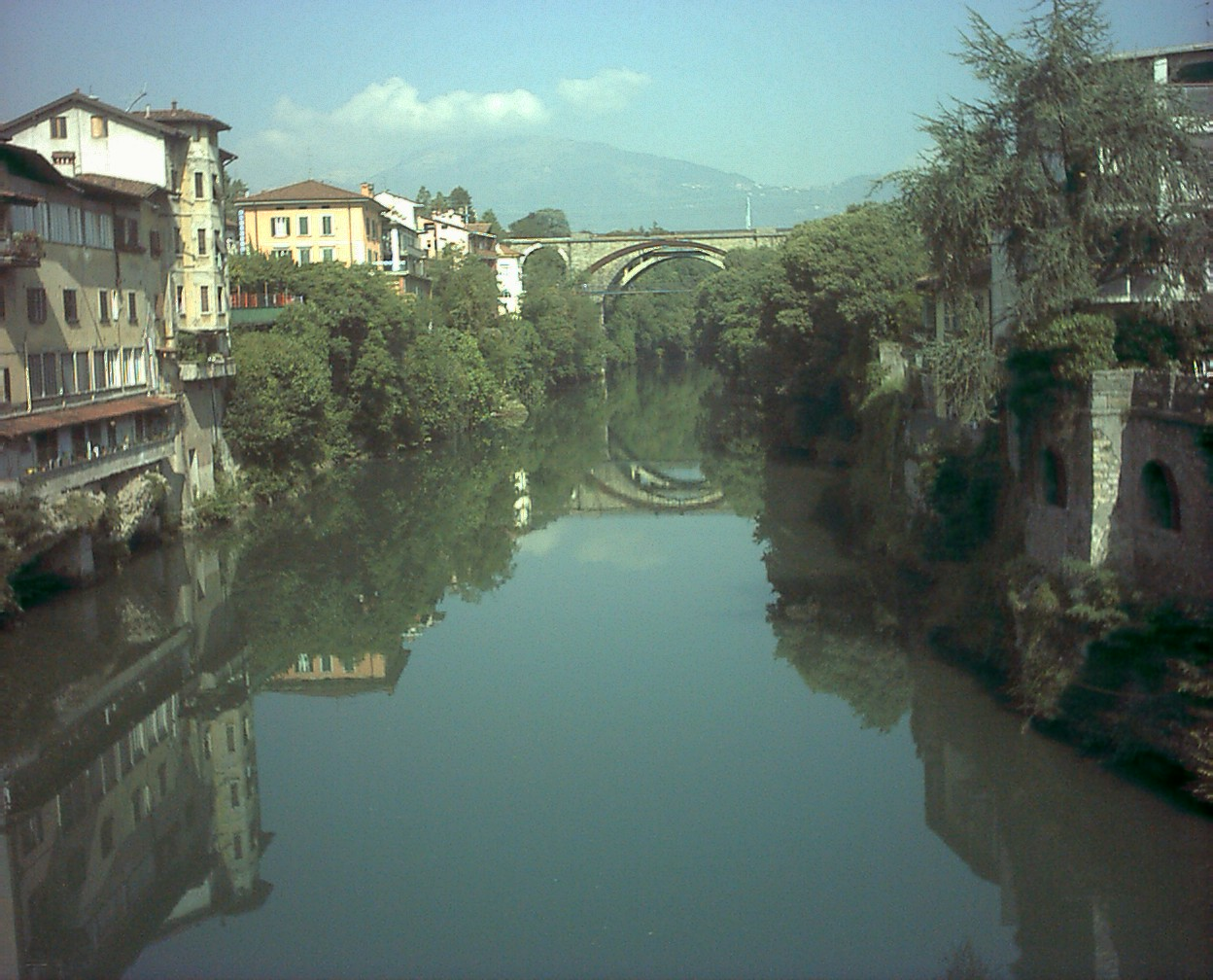
Brembo bij Ponte San Pietro

De Brembo is een zijrivier van de Adda met een lengte van 74 km. De Brembo stroomt in Italië vanuit de Alpen naar de Povlakte om daar aan de oostzijde bij de Adda te voegen.
- Library of Congress Control Number: n94045858
- Nationale Bibliotheek van Israël: 987007537843205171
- Virtual International Authority File: 168694548